# Pronti, Funky, Via!
Pronti, Funky, Via! è il decimo album in studio dei Ridillo pubblicato il 23 marzo 2018.
È il primo album di inediti dopo Playboys del 2011, e vede un parziale cambio di formazione. Si unisce alla band Alan Iotti (Sax e fiati), mentre Francesco Savazza (tastiere) e Dario Vezzani (basso) prendono rispettivamente il posto di Alberto Benati e Paolo D'Errico.
Il disco include la collaborazione di vari ospiti, come Sam Paglia, Randy Roberts, Ronnie Jones, i Black Taste e Marina Santelli.
Esce su CD e in versione digitale, e il 13 aprile anche in LP con vinile arancione.

## Tracce

### CD (Playaudio/Azzurra Music TRP1005)
1. Pianeta Terra – 4:23
2. Funkora (feat. Sam Paglia) – 3:36
3. Niente da perdere – 4:24
4. Everybody Funky – 3:08
5. Ciao ciao ciao (feat. Randy Roberts) – 4:00
6. L'invenzione della donna – 4:08
7. Shake'em Up (feat. Ronnie Jones) – 3:25
8. Grande figlio di puttana – 4:26
9. Paura di un bacio – 3:19
10. Ho (Voce del verbo avere) – 4:08
11. Algoritmo (feat. Black Taste) – 4:31
12. Buongiorno anche a te – 5:02
13. Stasera che sera (feat. Marina Santelli) – 6:11

Tracce bonus
1. Mangio amore (Hello! version) – 4:10
2. Figli di una buona stella (Hello! version) – 4:45
3. Festa in 2 (live al Blue Note Milano) – 6:33

### LP (Playaudio/Azzurra Music LP1005)
1. Pianeta Terra – 4:23
2. Funkora (feat. Sam Paglia) – 3:36
3. Niente da perdere – 4:24
4. Everybody Funky – 3:08
5. Ciao ciao ciao (feat. Randy Roberts) – 4:00
6. L'invenzione della donna – 4:08
7. Shake'em Up (feat. Ronnie Jones) – 3:25
8. Paura di un bacio – 3:19
9. Algoritmo (feat. Black Taste) – 4:31
10. Buongiorno anche a te – 5:02
11. Stasera che sera (feat. Marina Santelli) – 6:11

## Formazione
La formazione dei Ridillo in questo disco è:
- Daniele "Bengi" Benati: voce e chitarra;
- Claudio Zanoni: tromba, chitarra e voce;
- Renzo Finardi: batteria, percussioni e voce.
- Francesco Savazza: tastiere;
- Dario Vezzani: basso;
- Alan Iotti: Sax e Fiati;